# Pilota d'Or 2024
La pilota d’Or 2024 va ser la  68a edició celebrada i organitzada per la revista France Football. La cerimònia de la pilota d’Or consisteix a atorgar premis als millors jugadors i jugadores de la temporada, en aquest cas als millors jugadors i jugadores de la temporada 2023-2024.
La cerimònia de premis va ser celebrada el dilluns 28 d’octubre de 2024 en el Théâtre du Châtelet de París, França.

## Tots els premis
La pilota d’or 2024 va repartir un total de deu premis, aquests són la Pilota d’Or Masculina, la Pilota d’Or Femenina, el Trofeu Kopa, el Trofeu Yashin, el Trofeu a l’Entrenador de l’Any en el futbol masculí, el Trofeu a L’Entrenador/a de l’Any en el futbol femení, el Trofeu al Club Masculí de l’Any, el Trofeu al Club Femení de l’any, el Trofeu Gerd Müller i el Premi Sócrates.

## Cerimònia
La cerimònia va ser presentada per Didier Drogba, exfutbolista del Chelsea FC i de la selecció de la Costa d’Ivori i per la periodista i presentadora Sandy Heribert.

## Guanyador de la Pilota d'Or 2024 masculina
El guanyador de la pilota d’Or de 2024 masculina va ser Rodrigo Hernández Cascante, nascut el 22 de juny de 1996 a Madrid. L’actual jugador del Manchester City i de la selecció espanyola de futbol va ser guardonat amb la pilota d’Or entre altres aspectes per guanyar la Premier League i l’Eurocopa la temporada 2023-2024 col·lectivament. Per altra, banda va ser escollit l’MVP de l’Eurocopa 2024. Rodrigo Hernández Cascante va rebre 1170 punts que el van proclamar definitivament guanyador de la Pilota d’Or 2024 masculina.

## Guanyadora de la Pilota d'Or 2024 femenina
La guanyadora de la Pilota d’Or 2024 femenina va ser Aitana Bonmatí i Conca, nascuda el 18 de gener de 1998 a Sant Pere de Ribes. L’actual jugadora del Futbol Club Barcelona (femení) i de la Selecció femenina de futbol d’Espanya. Va ser guardonada amb la pilota d’or 2024 entre altres aspectes per guanyar la Lliga espanyola de futbol femenina, la Lliga de Campiones, la Copa Espanyola de futbol femenina, la Supercopa Espanyola de futbol femenina i la Lliga de Nacions femenina durant la temporada 2023-2024 en l’àmbit col·lectiu i també va ser valorada la Millor jugadora de la Lliga de Campions i també va formar part de l’Equip ideal de la Lliga de Campiones l’any 2023 en l’àmbit individual. Aitana Bonmatí i Conca va rebre 675 punts que la van proclamar la millor jugadora de la temporada 2023-2024.

## Taula de tots els guanyadors i guanyadores
| Pilota d’Or 2024                                                     |                                    |                                    |
| 2024 Ballon d'Or                                                     |                                    |                                    |
| Rodri Hernández i Aitana Bonmatí, guanyadors de la pilota d’or 2024. |                                    |                                    |
| Premi a                                                              | Millor jugador i jugadora de l’any | Millor jugador i jugadora de l’any |
| Atorgat per                                                          | France Football                    | France Football                    |
| Dia de la cerimònia                                                  | 28 d'octubre de 2024               | 28 d'octubre de 2024               |
| Ubicació                                                             | Théâtre du Châtelet, París, França | Théâtre du Châtelet, París, França |
| Palmarès                                                             |                                    |                                    |
| Pilota d’Or masculina                                                | Rodri Hernández                    | Rodri Hernández                    |
| Pilota d’Or femenina                                                 | Aitana Bonmatí                     | Aitana Bonmatí                     |
| Trofeu Kopa                                                          | Lamine Yamal                       | Lamine Yamal                       |
| Trofeu Yashin                                                        | Emiliano Martínez                  | Emiliano Martínez                  |
| Trofeu Sócrates                                                      | Jenni Hermoso                      | Jenni Hermoso                      |
| Premi Gerd Müller                                                    | Harry Kane Kylian Mbappé           | Harry Kane Kylian Mbappé           |
| Millor equip masculí                                                 | Reial Madrid                       | Reial Madrid                       |
| Millor equip femení                                                  | Barcelona                          | Barcelona                          |
| Trofeu Johan Cruyff masculí                                          | Carlo Ancelotti                    | Carlo Ancelotti                    |
| Trofeu Johan Cruyff femení                                           | Emma Hayes                         | Emma Hayes                         |